# Petelinja drsalna šola
Petelinja drsalna šola je naslov književnega dela, ki ga je napisal Ivan Sivec, ilustrirala pa Tina Švajger. delo je bilo izdano leta 2005 pri založbi ICO. 

## Vsebina
Bila je huda zima. Toliko snega je zapadlo, da so se vsi zadrževali po večini na toplem. Na kmečkem dvorišču se je čez celo razprostiral led, dejansko se je dvorišče spremenilo v veliko drsališče. Kmetijo je vsako jutro prebudil petelin Pisani rep. Tako ime je imel zato, ker je imel rep prečudovitih barv. Naloga petelina Pisanega repa je bila bujenje in paziti je moral na petnajst kokošk, kar pa ni bila lahka naloga, saj so bile kokoške včasih zelo naporne. Nekega dne sta se kokoški, Rdeča roža in Pametna glavca, pričeli močno prepirati. Prepirali sta se tako močno, da je petelin Pisani rep hotel posredovati. A v tistem trenutku, ko se je pognal proti kokoškama mu je na veliki ledeni ploskvi zdrsnilo in padel je kot je bil dolg in širok. Vse njegove kokoške so planile v smeh. Padec je opazila tudi sosednja kokošja družina, ki se je prav tako krohotala. Še vrabčki so se mu smejali. Petelin Pisani rep se je užaljeno umaknil v samoto. Cel dan je tuhtal kako bi se rešil iz te sramote in domislil se je. Zjutraj je zakikirikal a le enkrat, da ni nobenega zbudil, sam pa je odšel na veliko ledeno ploskev. Ugotovil je, da je gibanje po ledu enostavno in postalo mu je všeč. Vadil je in vadil in kmalu je obvladal tako hitrostno kot tudi umetnostno drsanje. Vsak jutro je vadil in tega ni nobenemu izdal. Ko je opazil, da se kokoške dolgočasijo se je odločil, da jih bo naučil drsati. In res jih je! Kmalu so se vse kokoške podile po ledu. Neke noči je prišla v kurnik lisica. Zgrabila je kokoško Pametno glavco. Vendar je bila lisica neprevidna in ji je na veliki ledeni ploskvi zdrsnilo in kokoška ji je ušla. Obvladala je drsanje tako, da ji premikanje po ledeni ploskvi ni delalo težav. 
Naslednjega dne so kokoške in petelin Pisani rep spet vadili drsanje. Sosednja kokošja družina, s petelinom Važičem na čelu, se jim je pa smejala, ker je ponoči lisica skoraj ugrabila Pametno glavco. Pisani rep je izzval Važiča, da pride na njihovo stran in Važič je skočil s svojega plota na tuji dvorišče. Vendar je pristal na ledu in padel je kot je bil dolg in širok. Vse kokoške so se krohotale. On se je pa užaljeno pobral in s sklonjeno glavo se skril v hlev.
Vse kokoške so bile ponosne na svojega petelina Pisanega repa, vendar je ta vedel, da od nepotrebne slave boli le glava. Vedel je pa tudi da kolikor znaš, toliko veljaš! 
Kokoške Pisanega repa še vedno rade drsajo. Ravnokar se pripravljajo za olimpijske igre. Vstajajo ob prvem jutranjem svitu in za glasbo skrbijo vrabčki.
Pridite k njim in videli boste, da take drsalne šole ni povsod. 

## Liki
Glavni liki v knjigi so petelin Pisani rep, prepirajoči se kokoški Rdeča roža in Pametna glavca, ter petelin Važič.
- Pisani rep je vodja petnajstih kokošk na kmetiji, ponosen je na svojo lepoto in svoj rep po katerem je dobil ime.
- Rdeča roža je živahna kokoška, ki je dobila ime po čudoviti roži, ki jo je nosila okrog vratu.
- Pametna glavca je radovedna kokoška,ki je bila po naravi tako pametna, da so se ji čudile prav vse.
- Važič je bil petelin s sosednjega dvorišča, ki se je zelo rad nosil predvsem pred sosedi.